# Kung Fu Panda 2
Kung Fu Panda 2 ist eine US-amerikanische animierte Action-Komödie und die Fortsetzung des Films Kung Fu Panda aus dem Jahre 2008. Der Film wurde von DreamWorks Animation produziert und von Paramount Pictures vertrieben. Am 26. Mai 2011 wurde der Film in Digital 3D veröffentlicht. In Deutschland hatte er am 16. Juni 2011 Premiere. 2012 war der Film in der Kategorie Bester Animationsfilm für den Oscar nominiert. 2016 erschien Kung Fu Panda 3, der dritte Teil der Reihe.

## Handlung
Vor langer Zeit war der Sohn des chinesischen Fürstentums von Gongmen City, Lord Shen (ein weißer Pfau), seiner Faszination zum Feuerwerk verfallen – allerdings nicht, um die anderen Wesen seines Reiches zu erfreuen, sondern um es als Waffe zu missbrauchen. Die alte Seherin des Hofes jedoch prophezeite seinen beunruhigten Eltern, dass Shen, wenn er seiner Eroberungssucht weiterhin folge, am Ende von einem „Krieger in Schwarz und Weiß“ besiegt werden würde. Leider hatte Shen die Audienz heimlich belauscht. Daraufhin ließ er, um der Prophezeiung entgegenzuwirken, sämtliche Pandas im Reich ausrotten. Seine von dieser Bluttat entsetzten Eltern verstießen ihn daraufhin, was in Shen jedoch nur Vergeltungssüchte weckte.
Viele Jahre später hat Shen die Weiterentwicklung seines Projektes vorangetrieben und nahezu vollendet, doch für den letzten Schritt braucht er noch mehr Eisen. Zu diesem Zweck überfallen seine Männer die nahe gelegenen Dörfer und stehlen alles, was sie an eisernen Dingen finden können. Po und seine Freunde, die Furiosen Fünf, kommen den Dörflern zu Hilfe. Beim Anblick des Hoheitssymbols der Übeltäter überkommt Po ein Flashback von seiner Mutter, welcher ihn ablenkt, sodass die Angreifer entkommen können. Später fragt Po seinen Ziehvater Ping nach seiner wahren Herkunft. Aber alles, was Ping ihm erzählen kann, ist, dass er Po als Baby in einer Rettichkiste vor seinem Nudelrestaurant vorgefunden und ihn dann bei sich aufgenommen hatte. Die somit noch immer offene Frage nach seiner Herkunft lässt Po unruhig werden, so dass er Probleme hat, seinen inneren Frieden zu finden.
Später erhält Meister Shifu eine Nachricht von den fürstlichen Ratsherrn von Gongmen City, dass Shen die Macht in der Stadt mit Gewalt wieder an sich gerissen hat (Shens Eltern sind bereits vor langer Zeit verstorben). Po und die Furiosen Fünf machen sich nach Gongmen City auf, um die beiden überlebenden Ratsherren Tosender Ochse und Kroko zu befreien. Die beiden weigern sich standhaft, ihre Zellen zu verlassen: Shens neue Waffe – eine Kanone – hat ihren Meister Donnerndes Nashorn trotz dessen Meisterschaft im Kung Fu mit nur einem Schlag weggefegt, was sie den Mut hat verlieren lassen. Die sechs Gefährten werden daraufhin von Shen überrascht und gefangen genommen. Sie können sich zwar befreien und die Kanone in dessen Thronsaal zerstören, doch leider war dies nur ein Schaustück aus Shens Arsenal. Zudem erkennt Po Shens Symbol als das Zeichen wieder, das so eng mit seiner Vergangenheit zusammenhängt, weswegen Shen im letzten Moment fliehen kann. Wegen dieses Fehlers verbietet Tigress Po, mit ihnen zu gehen, als sie versuchen, Shens Kanonengießerei zu sabotieren. Po folgt ihnen trotzdem heimlich, um Antworten von Shen zu bekommen. Dabei erreicht er nur, dass seine Freunde erneut gefangen werden. Po wird, nachdem Shen ihm eingeredet hat, dass seine Eltern ihn verlassen hätten, weil sie ihn nicht liebten, mittels der Kanone aus der Gießerei rausgeschossen. Er wird von der Seherin wiedergefunden und über seine und Shens wahre Vergangenheit aufgeklärt. Mit dem Wissen, dass er trotz Allem mit Ping eine glückliche Kindheit hat durchleben können, findet Po endlich seinen inneren Frieden.
Als Shen mit seinen Kanonen und seiner Kriegsflotte aufbrechen will, um China zu erobern, stellt sich ihm Po nun mit neuer Entschlossenheit entgegen, unterstützt von Meister Shifu, der Tosender Ochse und Kroko endlich neuen Mut einflößen konnte. Shen macht rücksichtslos von seinen Kanonen Gebrauch und schafft es zunächst, die Kung Fu-Meister zurückzuschlagen. Doch dann kann Po dank seiner neuen inneren Ruhe und den mystischen Kung-Fu-Kräften mit seinen bloßen Händen die auf ihn gerichteten Geschosse abfangen und sie zurück auf die Flotte schleudern, um sämtliche Schiffe und somit Shens Pläne zu versenken. Als Po Shen überreden will, seinen eigenen Frieden zu finden, weigert sich dieser und greift ihn an. Dabei bringt Shen seine letzte Kanone dazu, auf ihn zu fallen und ihn unter sich zu zerquetschen. Die gesamte Kriegsflotte wird in einer gewaltigen Explosion zerstört.
Siegreich kehrt Po wieder nach Hause zurück und akzeptiert Ping völlig als seinen Vater. In diesem Moment aber wird offenbart, dass Pos biologischer Vater in einem abgelegenen Pandadorf noch lebt und spürt, dass sein Sohn noch am Leben ist. Zudem wird am Ende noch einmal (wie den gesamten Film hindurch) angedeutet, dass zwischen Po und Tigress eine besonders enge Bindung besteht.

## Produktion
Kung Fu Panda 2 ist der Nachfolger des Films Kung Fu Panda. Der erste Film wurde im Juni 2008 freigegeben, und im darauf folgenden Oktober gab das Studio DreamWorks Animation Pläne für einen zweiten Film bekannt. Jennifer Yuh Nelson, die Leiterin der Geschichte für den ersten Film, wurde engagiert, um die Regie der Fortsetzung zu übernehmen. Wie andere Filme mit Beginn der Produktion im Jahre 2009, wurde Kung Fu Panda 2 in stereoskopischer 3-D-Technik produziert. Das Studio plante, den Film weltweit in IMAX-Kinos zu veröffentlichen.

## Veröffentlichung
Vor der kommerziellen Veröffentlichung feierte Kung Fu Panda 2 seine Premiere bei den Internationalen Filmfestspielen von Cannes Anfang Mai 2011. Der Film wurde in den Vereinigten Staaten am 26. Mai 2011 veröffentlicht, im Vereinigten Königreich war es der 10. Juni 2011.

## Rezeption
Bei 150 Millionen US-Dollar Produktionskosten spielte der Film an seinem Startwochenende in den USA knapp 48 Millionen US-Dollar, also mehr als 20 Prozent weniger als der erste Teil, ein. Die endgültigen amerikanischen Zahlen lagen bei 165 Millionen US-Dollar, was 50 Millionen weniger ist als bei seinem Vorgänger. International konnte er sich jedoch um mehr als 80 Millionen steigern und spielte 500 Millionen US-Dollar ein. Die Gesamteinnahmen lagen damit bei 665 Millionen US-Dollar. In Deutschland nahm der Film 15,8 Millionen Euro (umgerechnet 20,7 Mio. US-Dollar) ein. Damit war er auch dort weniger erfolgreich als sein Vorgänger, der knapp 20 Millionen Euro bzw. 26 Mio. US-Dollar einnahm – und das obwohl 3D-Filme grundsätzlich höhere Ticketpreise haben.

## Kritiken
Kung Fu Panda 2 erhielt positive Kritiken, viele Kritiker loben seine Animation, 3D-Effekte und Charakterentwicklung. Der Film erhielt einen „Certified Fresh“-Reward bei einem Rating von 82 % (6,9 von 10 Punkten im Durchschnitt) auf Rotten Tomatoes, basierend auf 186 Kritiken. Kung Fu Panda 2 bietet Action, Komödie und visuellen Glanz. Er nahm auch einen gewichteten Durchschnittswert von 67 zu 100 bei Metacritic, basierend auf 34 Bewertungen von Mainstream-Kritikern.
Das Magazin Variety nannte den Film eine würdige Fortsetzung, die einen zusätzlichen Kick bekam durch den Zusatz von dynamischen 3D-Kampf-Sequenzen, während The Hollywood Reporter ähnlich den Film gelobt habe. Roger Ebert gab dem Film 3,5 von 4 Sternen.
Frank Lovece der Film Journal International beschreibt den Film als „wirklich schön anzusehen“ und er „funktioniert sowohl auf ästhetische(r) und emotionale(r) Ebene“. Betsy Sharkey von der Los Angeles Times schreibt, dass „Für Panda 2 ist nicht nur Wand-zu-Wand-Animation, es [ist] Artistik auch auf höchstem Niveau“.
Das Jugendmagazin yaez.de würdigt den Film als „[soliden und unterhaltsamen] Familienfilm“, merkt aber an, dass Kung Fu Panda 2 nicht an andere Animations-Blockbuster herankommt.

## Roman
- 2011: Tracey West: Kung Fu Panda 2: The Novel, Price Stern Sloan, ISBN 978-0-8431-9859-1